# Studia Litteraria Universitatis Iagellonicae Cracoviensis
Studia Litteraria Universitatis Iagellonicae Cracoviensis – czasopismo naukowe Rocznik studiów historycznoliterackich ukazuje się od 2006 roku. Poprzedni tytuł to Prace historycznoliterackie UJ. Na łamach czasopisma pojawiają się polskie i zagraniczne teksty z dziedziny literaturoznawstwa.